# Tony Chapman
Tony Chapman var trummis i The Rolling Stones 1962. Det var troligtvis han som spelade trummor på The Rolling Stones första officiella framträdande, den 12 juli 1962 på Marquee Club i London.